# Optøjerne i Tibet 2008
Optøjerne i Tibet 2008 begyndte den 10. marts 2008 på årsdagen for et mislykket oprør mod Kinas kommunistiske partis magt over Tibet i 1959. Selvom det startede som fredelige demonstrationer for uafhængighed udviklede det sig hurtigt til voldlige optøjer. Efterfølgende overfald på ikke tibetanske etniske grupper, afbrænding af biler og bygninger samt plyndringer begyndte den 14. marts 2008. Politiske spændinger, sociale og økonomiske problemer (ikke etniske tibetaneres økonomiske succes i forhold til etniske tibetanere samt stigende inflation) og vrede pga. rygter om at munke var blevet anholdt førte til optøjerne. Optøjerne skete samme uge hvor de fleste toppolitikere i området deltog i Den Nationale Folkekongres i Beijing.
- Wikimedia Commons har flere filer relateret til Optøjerne i Tibet 2008

| Politik | Spire Denne artikel om politik og ideologi er en spire som bør udbygges. Du er velkommen til at hjælpe Wikipedia ved at udvide den. |

31°43′N 86°56′Ø / 31.71°N 86.94°Ø